# Grande-Saline
Grande-Saline (Haïtiaans-Creools: Grann Salin) is een stad en gemeente in Haïti met 23.000 inwoners. De gemeente maakt deel uit van het arrondissement Dessalines in het departement Artibonite.
Grande-Saline ligt te midden van zoutmoerassen. Hieraan heeft het ook zijn naam te danken. Bij Grande-Saline monden twee belangrijke rivieren in de Golf van Gonâve uit: de Artibonite en een van diens zijtakken, l'Estère. Deze laatste komt in zee uit bij de Baai van Grand-Pierre.
In oktober 2010 vond er in Grande-Saline een cholera-epidemie plaats.
De belangrijkste bron van inkomsten is de vissershaven.

## Bevolking
In 2009 had de gemeente 21.131 inwoners, in 2003 werden 14.940 inwoners geteld. Dit komt neer op een stijging van 5,9% per jaar.
Van de bevolking woont 19% in de dorpskernen en 81% in ruraal gebied. 52,7% van de bevolking is mannelijk. 37% van de bevolking is jonger dan 18 jaar.

## Indeling
De gemeente bestaat uit slechts één section communale:
| Nr. | Naam     | Km²   | Inw.2015 |
| --- | -------- | ----- | -------- |
| 1   | Poteneau | 51,97 | 23.236   |